# Bozzetto a olio

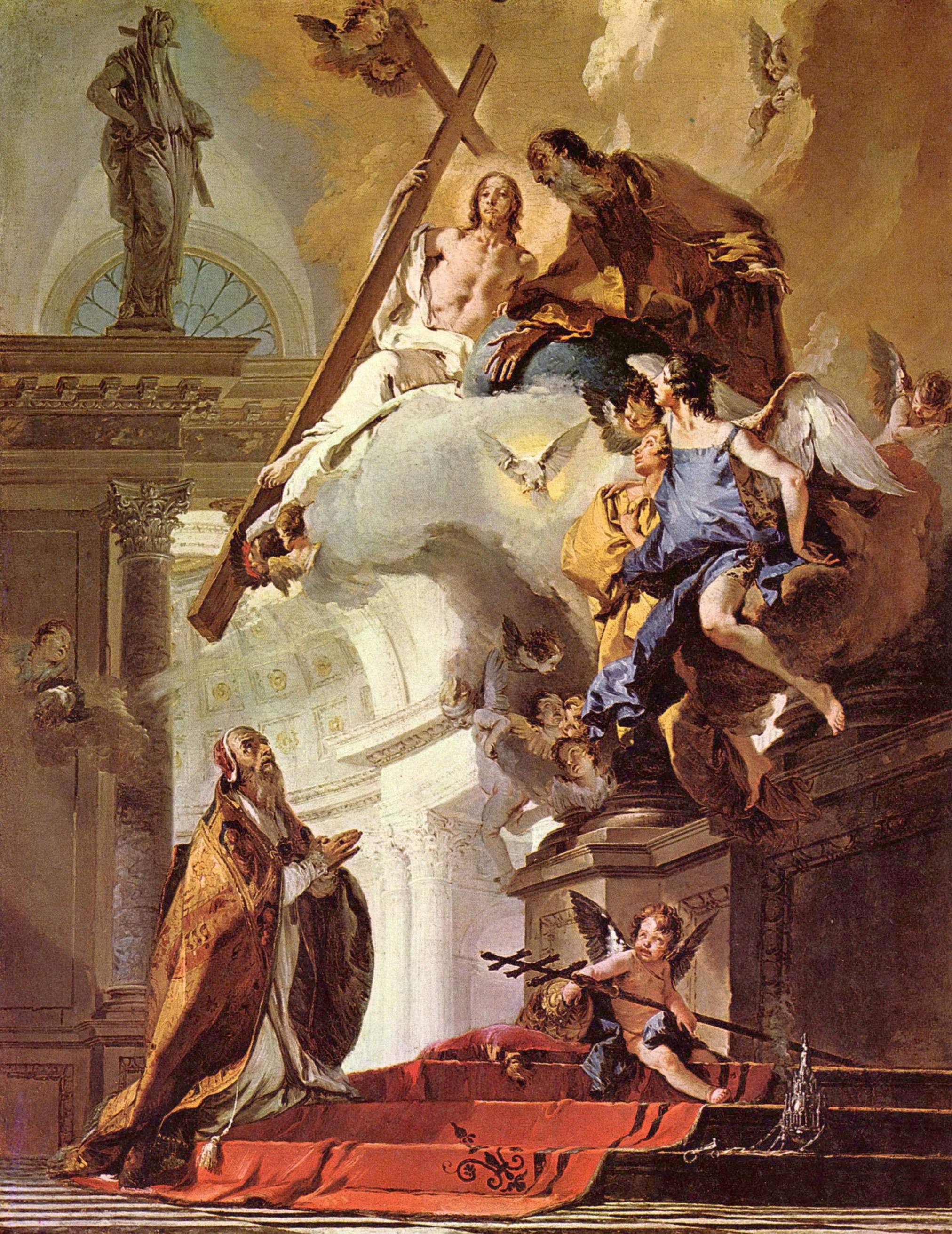
Uno studio a olio di Tiepolo, di dimensioni modeste (69 × 55 cm), realizzato come modello per una pala d'altare alta cinque metri.

Un bozzetto a olio, o studio a olio, è un'opera pittorica che, nonostante sia realizzata con la tecnica della pittura a olio, è concepita come un bozzetto, un appunto, uno schizzo e uno studio. Si tratta, pertanto, di un'opera non finita, che può o non può essere il modello (lo studio preparatorio) o cartone di un'opera definitiva, più ambiziosa e di formato maggiore. All'inizio questi modelli si realizzavano per ricevere l'approvazione definitiva del committente, così come un architetto o uno scultore presentava un plastico; o come i disegni per gli altri artisti grafici, come gli incisori e i fabbricanti di arazzi (i cartoni per gli arazzi). Man mano che l'attività dei pittori si trasformò (la pittura nell'età moderna e nell'età contemporanea), gli appunti a olio finirono per diventare delle opere a sé stanti, che non erano concepite per essere dei modelli di un'altra, ma per rispondere più al gusto e alla sensibilità dei pittori che a quella dei loro clienti, e permettere loro di esprimersi con libertà maggiore, poiché non erano destinate al mercato dell'arte.

## Tecnica

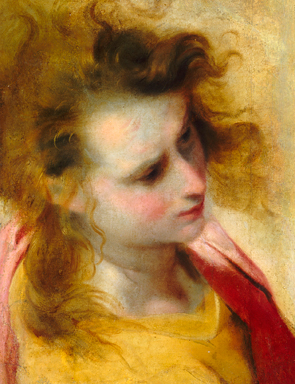
Uno studio di una testa per San Giovanni Evangelista di Federico Barocci.

È paradossale che la tecnica ad olio sia considerata quella che concede più tempo al pittore, e poi permetta dei ritocchi costanti. La tecnica abituale per gli appunti o i bozzetti è il disegno, e una tecnica molto utilizzata per la pittura rapida è l'acquerello; però uno studio a olio, sebbene sia realizzato con una paletta limitata nei colori, è molto più importante di un disegno (tanto monocromo quanto policromo) e persino di un acquerello, per la sua capacità migliore di ottenere delle mescolature cromatiche e trame, e suggerisce meglio come può risultare l'opera proiettata. Indica anche meglio il flusso e l'energia di una composizione. Anche per un pittore con una buona tecnica è difficile realizzare direttamente degli studi a olio, ed è una prova di una tecnica eccezionale la "facilità" (solo apparente) con la quale alcuni grandi maestri li hanno realizzati, protagonisti di aneddoti famosi del modo in cui si affrontavano la tela con i colori, con una tale rapidità ed efficacia così come potevano tracciare le linee di un disegno sulla carta (Tiziano, Rubens, Velázquez, Luca Giordano - detto Luca Fapresto-, Tiepolo). Nella sua rapidità di esecuzione, lo studio a olio può servire non solo per esprimere il movimento e gli effetti di luce e colore, ma la sua naturalezza gestuale può anche rappresentare un parallelo mimetico dell'azione o personalità del soggetto o del tema raffigurato, al che può convenire meglio di un'opera "terminata" con dei criteri preziosi (è famoso l'aneddoto avente come protagonista Goya che chiede a Vicente López di smettere di ritoccare il suo ritratto).

## Storia
Tra i primi artisti noti per aver prodotto degli studi o bozzetti a olio (dato che è sopravvissuto un certo numero di questi per la stessa composizione) c'è Polidoro da Caravaggio, un discepolo di Raffaello che non era passato per l'apprendistato tradizionale della scuola fiorentina, incentrata sul disegno. I suoi bozzetti a olio su tavola sono apparentemente legati a delle opere che in seguito realizzò di formato maggiore. Sempre nel sedicesimo secolo, Federico Barocci si caratterizzò per l'uso dell'olio nei bozzetti.

### Pittura barocca

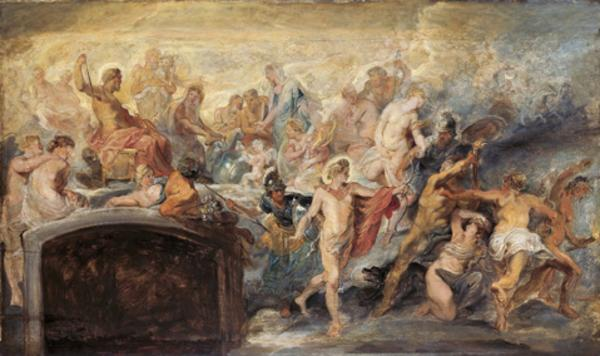
Il Consiglio degli dei, un abbozzo per il ciclo di Maria de' Medici del Rubens, del 1622.

All'inizio del diciassettesimo secolo lo studio a olio passò a un uso generalizzato, con una chiara corrispondenza con le caratteristiche della pittura barocca. Rubens ne fece un gran uso come studi di lavoro e modelli per presentare ai suoi clienti, i discepoli, gli incisori e i fabbricanti di arazzi. Il grado di "rifinitura" di questi studi o appunti varia in relazione con l'obiettivo al quale erano destinati. La pratica del lavoro di Rubens influì sulla sua grande scuola, alla quale appartiene Antoon van Dyck, che non soleva usare dei bozzetti a olio per i suoi ritratti (eccetto quello del Magistrato di Bruxelles), però lo fece per la sua serie di incisioni Iconografia, una serie di arazzi e alcuni dipinti religiosi.

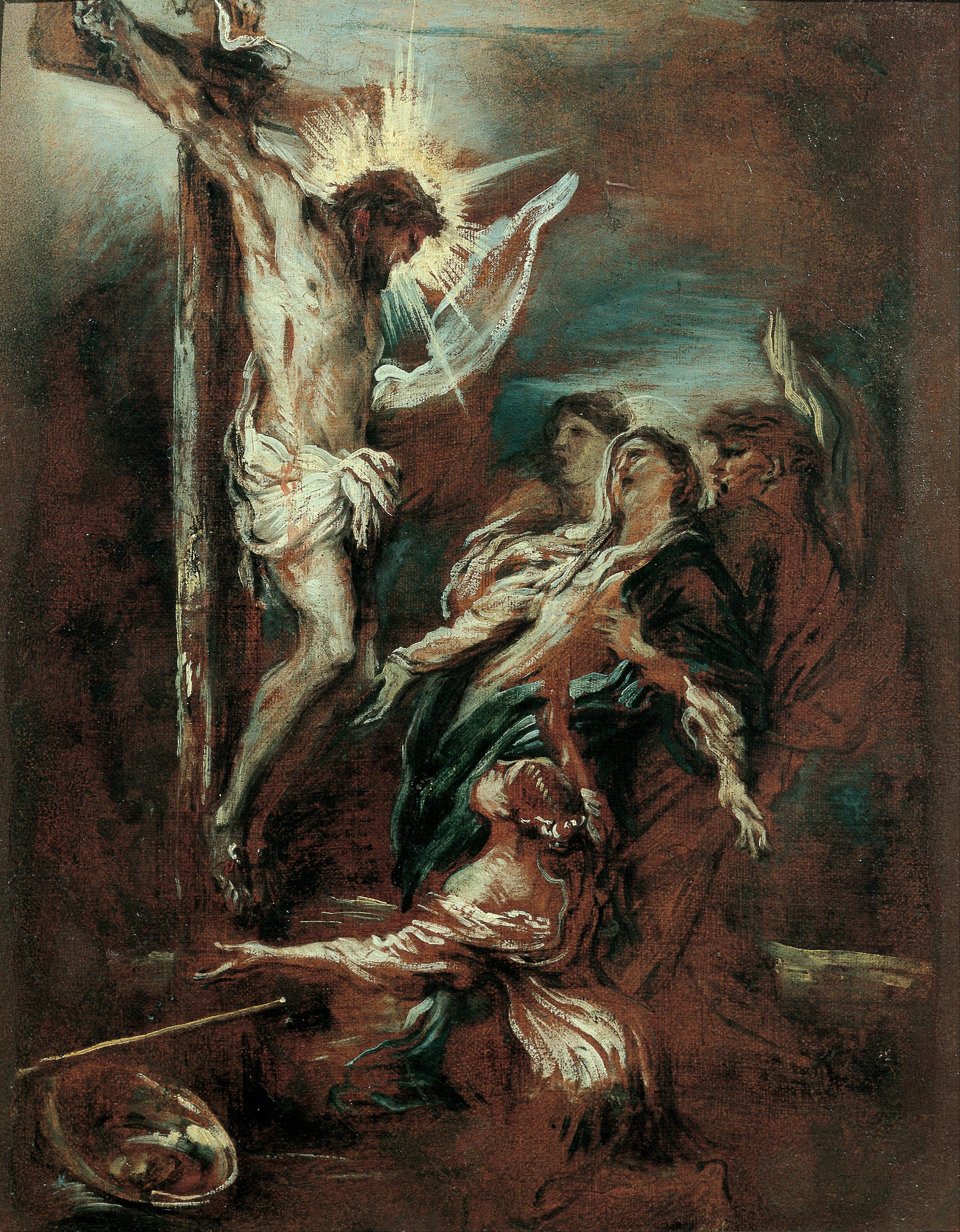
La Crocifissione, uno dei tanti bozzetti a olio con tecnica mista creati dal Grechetto.

Forse il primo artista a creare degli studi a olio come opere a sé stanti fu il genovese Giovanni Benedetto Castiglione (Il Grechetto), un generatore sorprendentemente fecondo di composizioni su una gamma di soggetti relativamente corto; egli entrò in contatto con Rubens e Van Dyck durante il suo soggiorno a Genova. Egli produsse un gran numero di opere piccole, la maggior parte su carta, con tecniche miste che raccolgono tutte le permutazioni possibili: disegni o guazzi terminati a olio, oli con dettagli a inchiostro, eccetera. Egli limitava la rifinitura con i dettagli a pochi punti chiave, abbozzando la maggior parte della composizione con delle pennellate "impressioniste". Nella sua epoca si era già sviluppato un buon mercato per i collezionisti di studi a olio e di disegni, che apprezzavano la sua energia e la sua libertà. Gli studi di Castiglione si sposano a un certo punto con questo apprezzamento, e sembrano più "incompiuti" di quello che erano in realtà; un concetto di grande sviluppo successivo.
Nel diciottesimo secolo, il veneziano Giovanni Battista Tiepolo fu un produttore sistematico di piccoli bozzetti a olio su tela con un alto grado di rifinitura e una tecnica impressionante, capace di ridurre il formato di un grande pala di vari metri a uno di poche decine di centimetri. Nella stessa epoca, Jean-Honoré Fragonard produsse una serie di ritratti di soggetti immaginari a mezzo busto (le Figure di fantasia) con un gran virtuosismo, ognuno dei quali si diceva fosse finito in un'ora.

### Intenti di definizione: schizzi e abbozzi
Nel diciottesimo secolo si soleva utilizzare l'espressione oil studies ("studi a olio" in inglese) tanto per i lavori preparatori quanto per le opere terminate. La popolarità di quello che praticamente si era convertito in un genere pittorico portò alla necessità di formulare delle distinzioni, che non risolse la polisemia e l'equivocità tra tutte queste: l'esquisse o oil sketch tendeva a essere immaginativo e frutto dell'ispirazione, a volte originato dalla letteratura e dall'arte; l'etude ("studio" in francese) tendeva a rappresentare un'osservazione della natura, dipinta dal vivo (la pittura all'aria aperta). Nella pittura accademica si utilizzava l'espressione croquis, uno studio piccolo e gestuale della composizione, e l'ébauche ("sbozzo", in francese), una fase dinamica, non definitiva, nel processo lavorativo del pittore, intesa come un passo che conduce a un'elaborazione maggiore (la tela di grandi dimensioni).

### Pittura contemporanea

Uno studio di un paesaggio marino realizzato da John Constable nel 1827.

John Constable fece ampio uso degli appunti a olio per i suoi paesaggi, entrambi di scala intima, spesso su un quaderno di appunti, e altri di formato maggiore per dei suoi quadri denominati six-footers ("di sei piedi"), che usava per rifinire le sue composizioni.

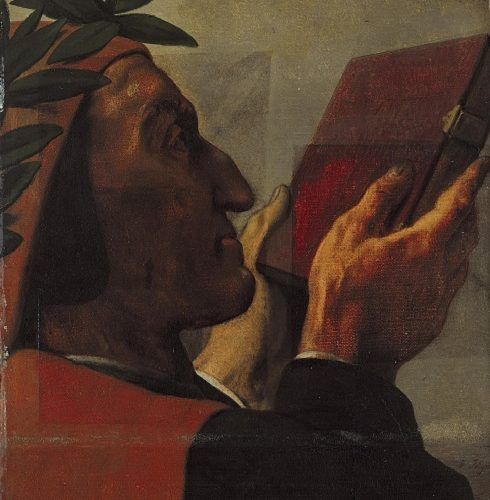
Uno studio per il volto e le mani di Dante Alighieri per L'apoteosi di Omero di Jean-Auguste-Dominique Ingres.

Jean-Auguste-Dominique Ingres realizzò un gran numero di disegni e studi a olio per realizzare le proprie opere. La maggior parte di questi studi si conserva nel museo Ingres Bourdelle di Montauban, la sua città natale: nella sala dedicata al pittore si trovano degli studi per i personaggi dei dipinti L'apoteosi di Omero, Il martirio di San Sinforiano, Gesù tra i dottori e altre tele... Alcuni di questi schizzi si focalizzano sui singoli volti, sulle mani o su altri particolari dei personaggi, mentre altri studiano più dettagli. Tra gli studi per L'apoteosi di Omero spicca L'Odissea, soprattutto per le differenze del soggetto con il risultato finale.
Anche Delacroix, Géricault, Manet e Degas si caratterizzarono per l'uso di questa tecnica. Alcuni abbozzi a olio degasiani (come uno per l'opera Giovani spartani che si esercitano) sono essenzialmente una tecnica nella quale l'olio è stato rimosso quasi completamente dal pigmento, con il quale l'artista dipinge virtualmente con una pittura pura. Seurat fece molti bozzetti a olio curati per le sue opere maggiori, come tutti gli studi realizzati per il suo capolavoro, Una domenica pomeriggio sull'isola della Grande-Jatte.
Con l'esplosione dell'impressionismo, del modernismo e delle avanguardie, l'esercizio della realizzazione di bozzetti e studi preparatori cominciò a svanire. La maggior parte dei pittori abbandonò le rifiniture dettagliate in favore di un'approssimazione più spontanea e malerisch ("pittoriale"), riducendo la distinzione tra uno studio dettagliato e un dipinto finito; il che non fa apprezzare al pubblico attuale alcuna differenza in termini di "perfezione" tra un abbozzo di Rubens o Tiepolo e le opere di Francis Bacon, e infatti egli chiamò "studi" molte delle sue opere di grandi dimensioni più importanti (Tre studi per figure ai piedi di una crocifissione o lo Studio dal ritratto dI Innocenzo X).